# Dyschoriste angusta
Dyschoriste angusta là một loài thực vật có hoa trong họ Ô rô. Loài này được (A.Gray) Small mô tả khoa học đầu tiên năm 1913.